# Lo spazzacamino principe
Lo spazzacamino principe (El deshollinador príncipe) es una commedia per musica en un acto con música de Marcos Antonio Portugal y libreto de Giuseppe Maria Foppa. Se estrenó el 4 de enero de 1794 en el Teatro San Moisé de Venecia. 
Fue uno de los mayores éxitos del compositor portugués y la ópera fue objeto de numerosas reposiciones tanto en Italia (importante fue la representación en el año 1800 en el Regio Teatro Ducale de Parma, donde fue presentado como el drama jocoso Lo spazzacamino) como en toda Europa, donde fue representada durante buena parte del siglo XIX, a menudo con títulos diferentes (como Der Schornsteinfeger Peter, oder Das Spiel des Ohngefährs y O basculho de chaminé) y con variantes y diversos añadidos.  En España se estrenó el 6 de mayo de 1796, en el Teatro de la Santa Cruz de Barcelona.